# Рокка-Чилье
Рокка-Чилье (итал. Rocca Cigliè) — коммуна в Италии, располагается в регионе Пьемонт, в провинции Кунео.
Население составляет 150 человек (2008 г.), плотность населения составляет 21 чел./км². Занимает площадь 7 км². Почтовый индекс — 12060. Телефонный код — 0174.
В коммуне 15 августа особо празднуется Успение Пресвятой Богородицы.

## Демография
Динамика населения:

## Администрация коммуны
- Официальный сайт: